# Westkerke (Tholen)
Pour les articles homonymes, voir Westkerke.
Westkerke est un hameau appartenant à la commune néerlandaise de Tholen, situé dans la province de la Zélande, qui dépend du village de Scherpenisse.

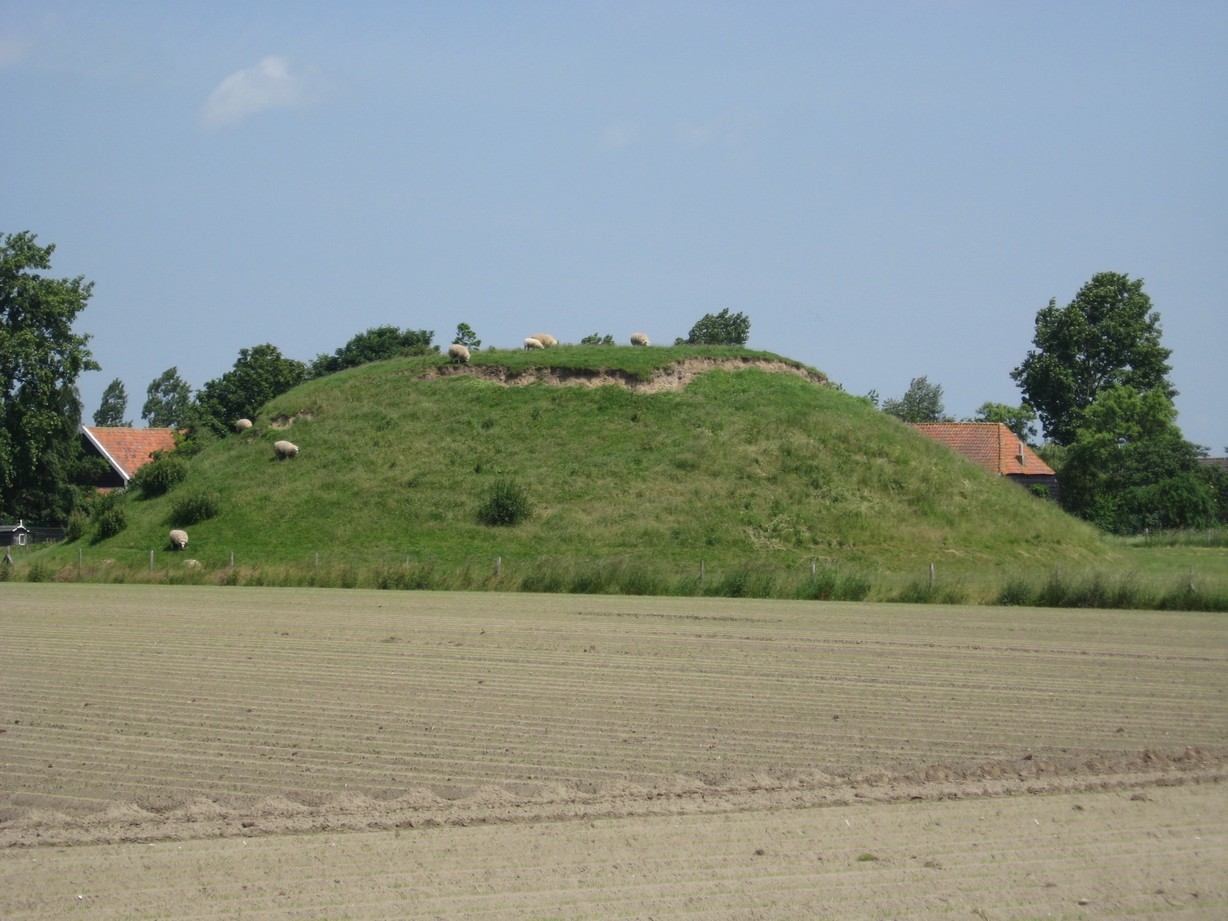
Motte castrale de Westkerke

Westkerke est un ancien village et une ancienne commune indépendante, rattachée à Scherpenisse le 1er janvier 1816. Le village est également une ancienne seigneurie, dont les attestations remontent au XIIIe siècle. Du château fort ne subsiste que la motte castrale.